# Udenheim
Udenheim ist eine Ortsgemeinde im Landkreis Alzey-Worms in Rheinland-Pfalz. Sie gehört der Verbandsgemeinde Wörrstadt an.

## Geographische Lage
Als Weinbaugemeinde liegt Udenheim im größten Weinbau treibenden Landkreis Deutschlands und mitten im Weinanbaugebiet Rheinhessen. Es grenzt an Saulheim, Sörgenloch und Schornsheim.

## Geschichte
Udenheim wurde erstmals mit einer Urkunde (Nr. 1286) vom 12. Juni 773 erwähnt, als Selfniu zwei Weinberge in Udenheim dem Kloster Lorsch schenkte. Eine weitere Schenkung (Nr. 1764) erfolgte 802 oder 803 von Baderich über sieben Morgen Land und einen Weinberg.
Bevölkerungsentwicklung
Die Entwicklung der Einwohnerzahl von Udenheim, die Werte von 1871 bis 1987 beruhen auf Volkszählungen:
| Jahr | Einwohner |
| ---- | --------- |
| 1815 | 522       |
| 1835 | 762       |
| 1871 | 763       |
| 1905 | 830       |
| 1939 | 751       |
| 1950 | 895       |

| Jahr | Einwohner |
| ---- | --------- |
| 1961 | 813       |
| 1970 | 798       |
| 1987 | 906       |
| 1997 | 1.191     |
| 2005 | 1.320     |
| 2023 | 1.290     |

## Politik

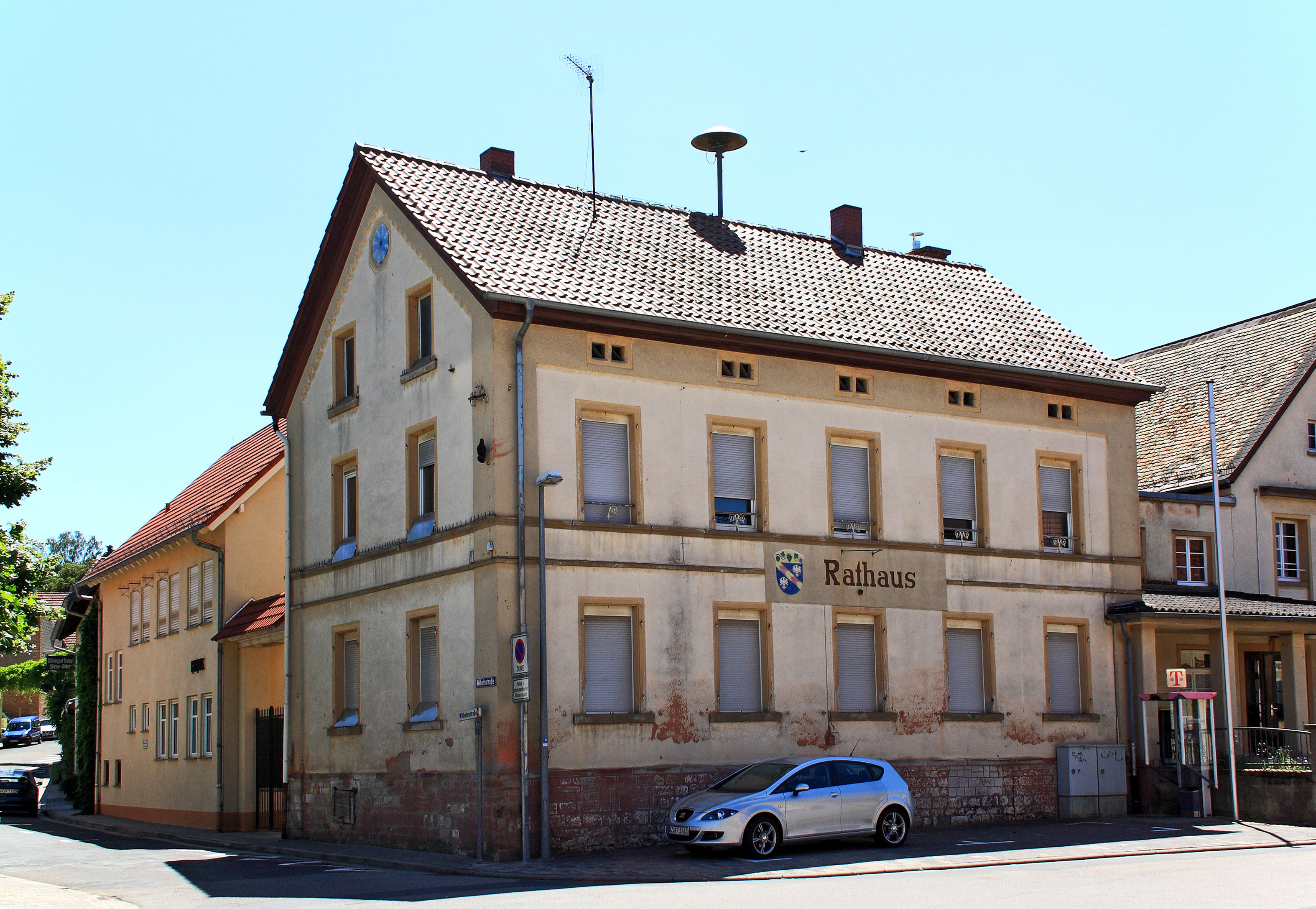
Das Rathaus in Udenheim

### Gemeinderat
Der Gemeinderat in Udenheim besteht aus 16 Ratsmitgliedern, die bei der Kommunalwahl am 9. Juni 2024 in einer Mehrheitswahl gewählt wurden, und dem ehrenamtlichen Ortsbürgermeister als Vorsitzendem. Bis zur Wahl 2009 wurden die Ratsmitglieder in einer personalisierten Verhältniswahl gewählt, da mehrere Wahlvorschläge eingereicht wurden.
Die Sitzverteilung im Gemeinderat:
| Wahl | SPD               | CDU               | FDP               | WGR               | Gesamt   |
| ---- | ----------------- | ----------------- | ----------------- | ----------------- | -------- |
| 2024 | per Mehrheitswahl | per Mehrheitswahl | per Mehrheitswahl | per Mehrheitswahl | 16 Sitze |
| 2019 | per Mehrheitswahl | per Mehrheitswahl | per Mehrheitswahl | per Mehrheitswahl | 16 Sitze |
| 2014 | per Mehrheitswahl | per Mehrheitswahl | per Mehrheitswahl | per Mehrheitswahl | 16 Sitze |
| 2009 | 2                 | 2                 | 3                 | 9                 | 16 Sitze |
| 2004 | 4                 | 3                 | 2                 | 7                 | 16 Sitze |

### Bürgermeister
Christoph Racky wurde am 3. September 2024 Ortsbürgermeister von Udenheim. Da weder für die Direktwahl am 9. Juni 2024 ein Wahlvorschlag eingereicht wurde, noch auf der konstituierenden Sitzung des Gemeinderats am 11. Juli 2024 ein Kandidat vorgeschlagen und gewählt wurde, blieb zunächst der bisherige Ortsbürgermeister Klaus Quednau geschäftsführend weiter im Amt. Der Ortsgemeinderat wählte in seiner zweiten Sitzung Christoph Racky einstimmig zum Ortsbürgermeister der Ortsgemeinde Udenheim.

### Wappen
| Banner, Wappen und Hissflagge |  |
|                               |  |
|                               |  |

| | Blasonierung: „In Blau ein goldener, von zwei roten Sparren belegter Schräg-rechts-Balken, beseitet von je einem silbernen rechtsgewendeten Adler. Darüber in einem goldenen Schildhaupt ein blaues Rebengewinde.“ |
| Wappenbegründung: Das Udenheimer Wappen wurde bereits 1969 von der Bezirksregierung Rheinhessen-Pfalz genehmigt und im Rahmen eines kleinen Volksfestes am 1. Mai unter reger Beteiligung der Bevölkerung und Ortsvereine durch den damaligen Bürgermeister Richard Schrauth feierlich enthüllt. Während die Rebe auf den im Ort vorherrschenden Weinbau verweist und auch in ähnlicher Ausführung als Vollrelief am Schlussstein des Turmgeschosses der 1518 erbauten Bergkirche zu finden ist, stellen die beiden anderen Motive eine Verbindung der Wappen früherer Udenheimer Ortsherren dar: die roten Sparren in Gold das Geschlecht des Peter von Udenheim, der 1380 von Graf Heinrich II. von Sponheim mit dem Hofgut in Udenheim betraut wurde, die silbernen Adler das Geschlecht des Johann Friedrich Köth von Wannscheid, der im Jahre 1590 verstarb und in der altehrwürdigen Bergkirche seine letzte Ruhestätte fand. | |

## Kultur und Sehenswürdigkeiten

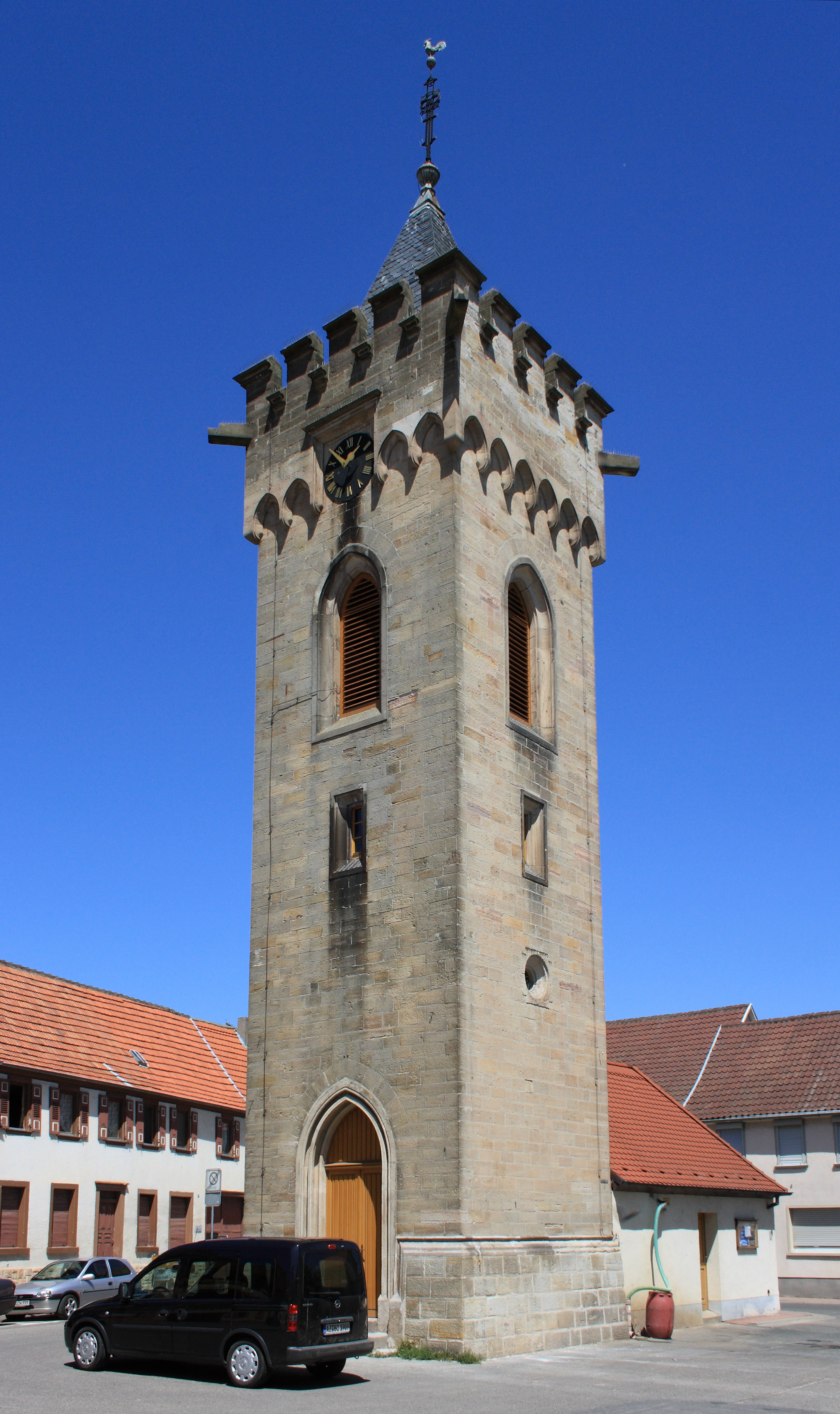
Glockenturm

### Bauwerke
Die evangelische Bergkirche Udenheim befindet sich oberhalb des Ortes Richtung Schornsheim. Seit 1874 befindet sich im Ortsmittelpunkt ein Glockenturm, der für eine geplante Kirche gebaut wurde. Der Glockenturm diente eine Zeitlang auch zur Alarmierung der Feuerwehr durch die Feuerglocke.
Siehe auch: Liste der Kulturdenkmäler in Udenheim

## Söhne und Töchter der Gemeinde
- Wilhelm Loos (Politiker) (1885–1948), Landtagsabgeordneter